# Немда (приток Вятки)
Немда́ — река в Кировской области России, протекает по Немскому и Уржумскому районам. Левый приток Вятки, устье реки находится в 237 км по левому берегу. Длина реки составляет 96 км, площадь водосборного бассейна 1120 км².

## География
Река Немда берёт начало в Немском районе в урочище Красново в 12 км к северу от посёлка Нема. Течёт на юг, протекает посёлок Нема, где на реке находится плотина и небольшое водохранилище. В среднем и нижнем течении протекает через леса. На реке большое количество плотин и завалов. В низовьях русло сильно меандрирует, образует большое количество затонов и стариц. Впадает в Вятку несколькими рукавами у посёлка Немда Уржумского района. Перед устьем ширина реки составляет 32 метра. Высота устья — 65 м над уровнем моря. Высота истока — 132,1 м над уровнем моря. Уклон реки — 0,7 м/км.

## Притоки (км от устья)
- 10 км: река Уксюм (лв)
- 18 км: река Пилюска (лв)
- 28 км: река Сесек (лв)
- 31 км: река Сырчан (пр)
- 38 км: река Сормук (лв)
- река Быстряг (лв)
- 54 км: река Жук (лв)
- река Ишма (лв)
- 64 км: река Налезь (пр)
- 67 км: река Нозик (лв)
- 69 км: река Индик
- река Лобанка (лв)
- 77 км: река Хмелёвка
- река Чумовая (пр)

## Данные водного реестра
По данным государственного водного реестра России относится к Камскому бассейновому округу, водохозяйственный участок реки — Вятка от водомерного поста посёлка городского типа Аркуль до города Вятские Поляны, речной подбассейн реки — Вятка. Речной бассейн реки — Кама.